# Курово (Шекснинский район)
Курово — деревня в Шекснинском районе Вологодской области.
Входит в состав сельского поселения Железнодорожного, с точки зрения административно-территориального деления — в Железнодорожный сельсовет.
Расстояние по автодороге до районного центра Шексны — 21 км, до центра муниципального образования Пачи — 3 км. Ближайшие населённые пункты — Шайма, Соколово, Старое Село.
По переписи 2002 года население — 1 человек.